# Misumenops fluminensis
Misumenops fluminensis är en spindelart som beskrevs av Cândido Firmino de Mello-Leitão 1929. 
Misumenops fluminensis ingår i släktet Misumenops och familjen krabbspindlar. Inga underarter finns listade i Catalogue of Life.